# Vladimir Jugović
Vladimir Jugović (serbisch-kyrillisch Владимир Југовић, * 30. August 1969 in Milutovac, SFR Jugoslawien) ist ein ehemaliger serbischer Fußballspieler, der für Jugoslawien spielte.

## Karriere

### Verein
Während seiner Karriere spielte er im rechten und im offensiven Mittelfeld und war bei einigen europäischen Top-Mannschaften unter Vertrag. Er gewann u. a. zweimal den Europapokal der Landesmeister bzw. die Champions League.
Vladimir Jugović wurde zum besten Spieler des Weltpokal-Finales 1991 gekürt. Beim 3:0-Sieg Roter Sterns über CSD Colo-Colo schoss er zwei Tore.
Zudem verwandelte er den entscheidenden Elfmeter im Elfmeterschießen des Champions-League-Finals 1996 in Rom zum Sieg seiner Mannschaft Juventus Turin gegen Ajax Amsterdam.

### Nationalmannschaft
Vladimir Jugović absolvierte 41 Länderspiele für Jugoslawien bzw. für die Nachfolgemannschaft Serbien und Montenegro. Sein Debüt feierte er im August 1991 gegen die Tschechoslowakei. Der Mittelfeldspieler nahm an den Qualifikationsspielen für die Weltmeisterschaft 1998 sowie an der Europameisterschaft 2000 teil.

## Erfolge
- Europapokal der Landesmeister: 1990/91
- UEFA Champions League: 1995/96
- Weltpokal: 1991, 1996
- UEFA Super Cup: 1996
- Jugoslawische Meisterschaft: 1990/91, 1991/92
- Italienische Meisterschaft: 1996/97
- Coppa Italia: 1993/94
- Italienischer Supercup: 1997